# Traglia di Jelsi

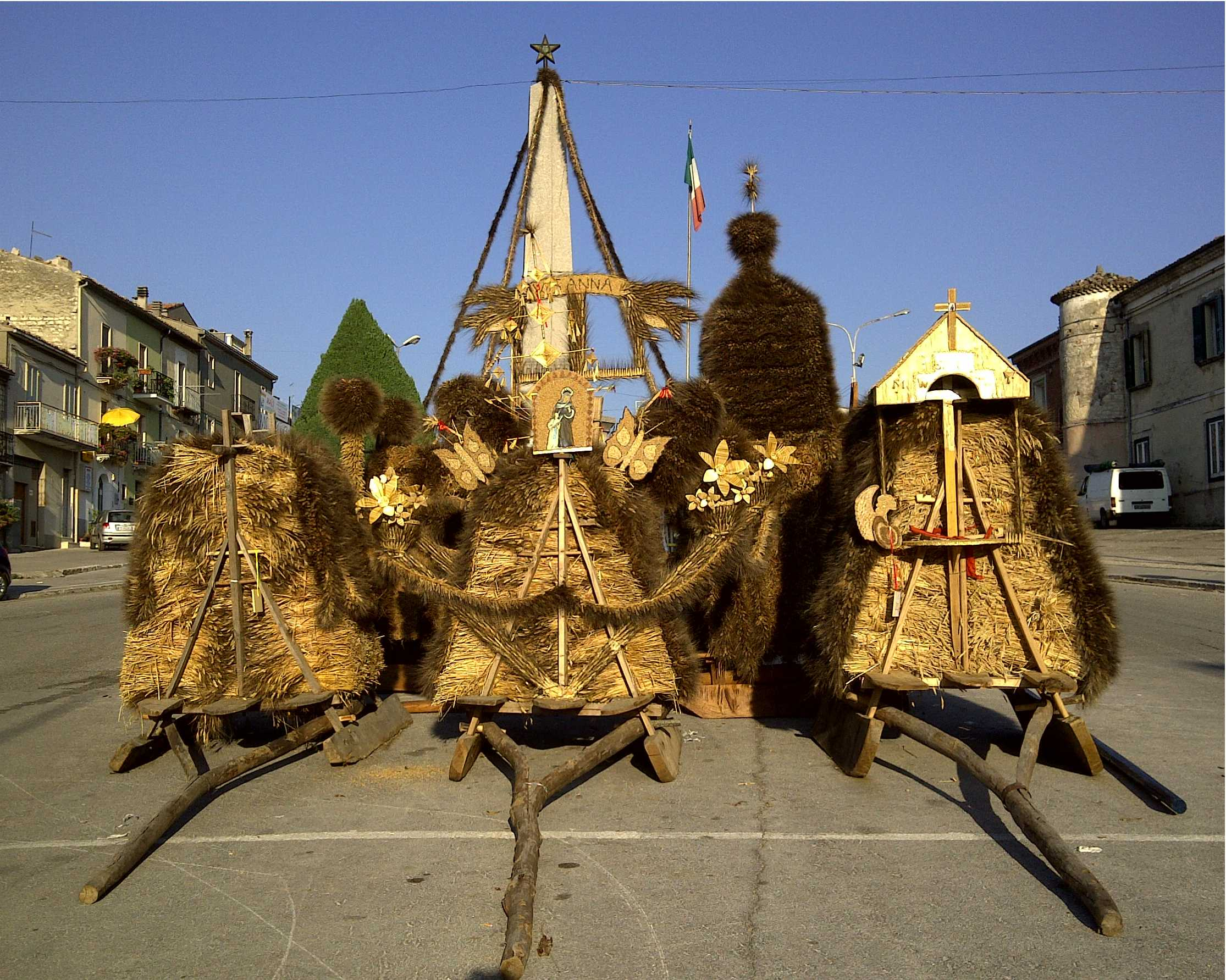
Traglie della Festa del grano di Jelsi (CB) in onore di Sant'Anna - 26 luglio.

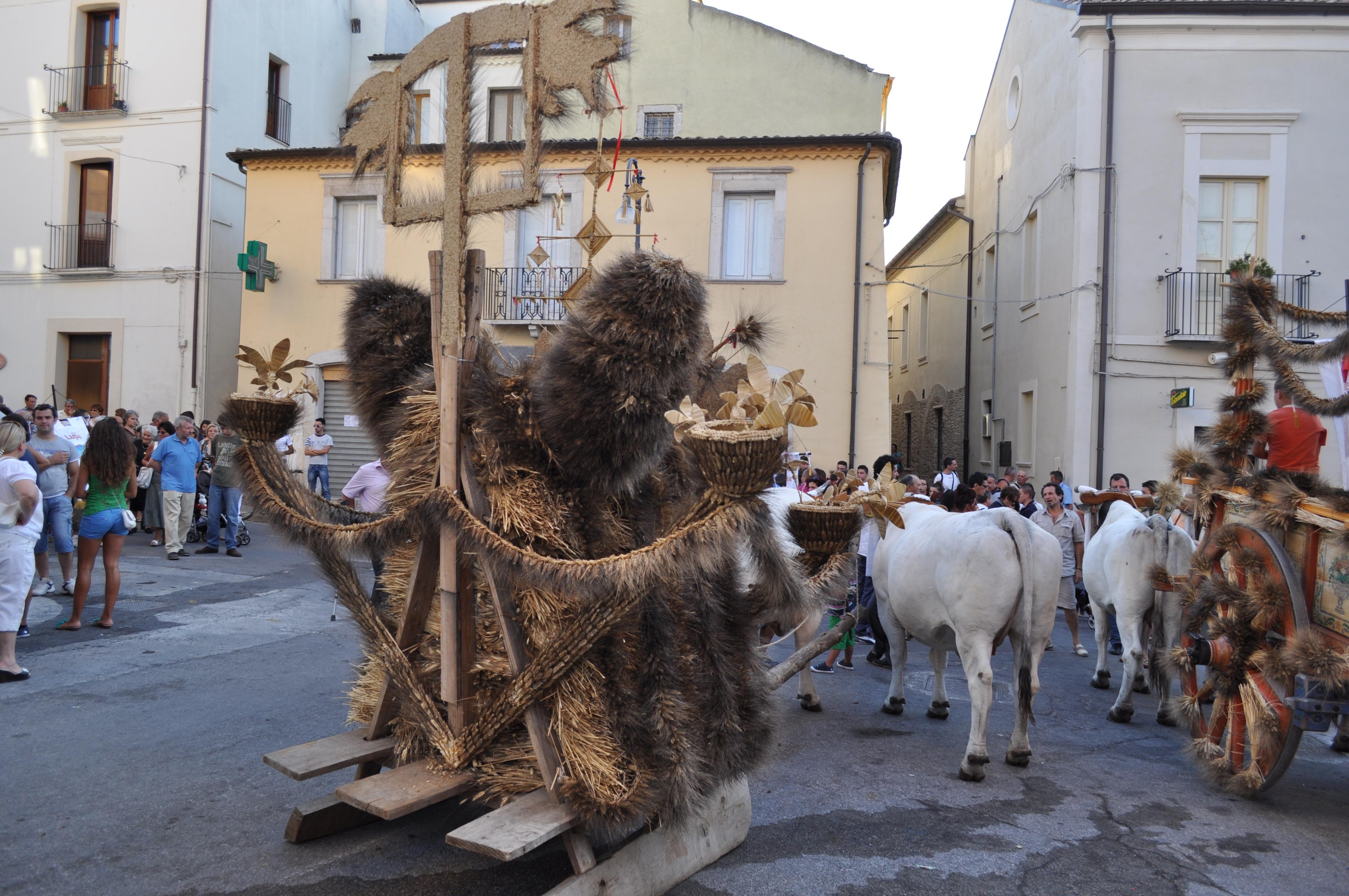
Traglia di Jelsi tirata dai buoi

La traglia di Jelsi (paese situato in Molise nella valle del Fortore) è un mezzo agricolo usato per trasportare materiali diversi: paglia, grano, fieno, legna. La sua forma richiama una slitta munita di una stanga o trèglionë a cui aggiogare una coppia di buoi. Quindi, la struttura è composta da due sòglië o pattini di legno unite da due assi taccheglinë su cui poggiano trasversalmente tre tavole fermate da sei legni, tre per ogni asse,  che si uniscono a due aste o alberi perpendicolari in modo da formare un piano di carico sul quale poggiare il materiale agricolo.
A differenza di altri modelli usati nel mondo contadino mediterraneo, la traglia di Jelsi si distingue per avere sul piano di carico i suddetti alberi, chiamati fëmmenèllë e furchë, uniti tramite giunti di legno, pëzzuchë, sormontati da un legno di chiusura per il carico, palë. Questi alberi, chiudendo il piano anteriormente e posteriormente, aumentano il volume di carico. Il legno usato per la realizzazione di questo mezzo, generalmente, è legno di quercia, stagionato tramite tecniche tipiche locali, resistente e di facile reperibilità.
È da ritenersi, nella festa del grano dedicata a sant'Anna, il mezzo con cui si compiva l'ufficio devozionale originario. Il contadino raccoglieva i covoni nella sua campagna e mettendoli su questo mezzo di trasporto li offriva alla santa, sfilando in processione lungo il corso del paese fino a depositarli sull'aia a lei dedicata. Il carico, che assumeva una forma pressoché piramidale, veniva addobbato con qualche treccia di grano e un quadro raffigurante sant'Anna, che era messo in cima, incorniciato da lavori fatti in paglia, chiamati pëlommë, assieme ad una coppia di scamozze appassite. A questo addobbo spesso si aggiungeva una bambola, la quale nel corso degli anni è stata sostituita da bambini collocati in nicchie o sopra sedili situati anteriormente ai lati del carico.